# Die oberste Direktive
Die oberste Direktive (Originaltitel: Homeward) ist die 13. Folge der siebenten Staffel der US-amerikanischen Science-Fiction-Fernsehserie Raumschiff Enterprise – Das nächste Jahrhundert. Sie wurde in den Vereinigten Staaten über Syndication vermarktet und erstmals am 17. Januar 1994 auf verschiedenen Fernsehsendern ausgestrahlt. In Deutschland war sie zum ersten Mal am 11. Juli 1994 in einer synchronisierten Fassung auf Sat.1 zu sehen.

## Handlung
Im Jahr 2370 bei Sternzeit 47423.9 fliegt die Enterprise zum Planeten Boraal II. Von dort wurde ein Notruf gesendet, weil sich die Atmosphäre des Planeten auflöst, wodurch dieser in wenigen Stunden unbewohnbar sein wird. Auf Boraal II gibt es eine Zivilisation, die noch nicht die Raumfahrt entwickelt hat. Ein Anthropologe der Föderation, Nikolai Rozhenko, studiert von einem versteckten Beobachtungsposten aus eine Gruppe von Boraalanern. Rozhenko ist der Ziehbruder von Worf, dem Sicherheitschef der Enterprise; die beiden haben allerdings ein distanziertes Verhältnis.
Worf will auf dem Planeten die Lage erkunden. Sein Aussehen wird chirurgisch verändert, damit er wie ein Boraalaner aussieht. Er beamt auf die Oberfläche und sucht eine Höhle auf, in der Energiesignaturen gemessen wurden. Dort trifft er auf eine boraalanische Dorfgemeinschaft und muss feststellen, dass sein Bruder sich nicht aufs Beobachten beschränkt, sondern sich ihnen angeschlossen hat. Die Boraalaner sind vor heftigen Stürmen in die Höhle geflohen und nach Worfs unerwartetem Auftauchen nehmen sie an, die Stürme hätten nachgelassen. Rozhenko stellt seinen Bruder als einen Seher vor und überzeugt die Boraalaner, noch eine Weile in der Höhle zu bleiben, während er und Worf Vorräte von der Oberfläche holen. Tatsächlich beamen sie auf die Enterprise, wo Rozhenko den Führungsoffizieren die Situation zu erklären versucht. Als er bemerkte, dass sich die Atmosphäre des Planeten auflöst, wollte er nicht einfach zusehen, wie die Boraalaner sterben. Er möchte wenigstens eine Dorfgemeinschaft retten und bittet Captain Picard daher um Hilfe bei der Errichtung einer künstlichen atmosphärischen Blase in einem beschränkten Gebiet. Picard sieht aber keine Möglichkeit, ihm diese Bitte zu gewähren, denn die Oberste Direktive der Sternenflotte verbietet jegliche Einmischung in die Entwicklung von Kulturen, die noch keinen Warp-Antrieb erfunden haben. Das Aussterben der Boraalaner scheint daher unausweichlich. Picard verweigert Rozhenko eine Rückkehr auf die Oberfläche, gestattet ihm aber die Nutzung des Schiffscomputers, um seine Aufzeichnungen zu überspielen.
Schließlich löst sich die Atmosphäre von Boraal II vollständig auf. Kurz darauf wird die Enterprise von einem Plasmaausbruch getroffen und es kommt zu einem Energieabfall, als dessen Quelle Worf eines der Holodecks der Enterprise ausmacht. Als er es betritt, stellt er fest, dass sein Bruder dort die Höhle auf Boraal II nachgebildet und die Boraalaner heimlich an Bord gebeamt hat. Worf ist wütend über das eigenmächtige Handeln seines Bruders. Gegenüber Picard erklärt Rozhenko, er habe vor, einen passenden neuen Planeten für die Boraalaner zu suchen. Währenddessen will er sie auf dem Holodeck auf Wanderschaft schicken, sodass sie glauben, sie wären immer noch auf Boraal II und lediglich in ein weit entferntes Land gezogen. Aus Mangel an Alternativen stimmt Picard diesem Plan wohl oder übel zu. Chefingenieur Geordi La Forge stellt fest, dass die Atmosphärenauflösung die Schiffssysteme der Enterprise beeinträchtigt hat. Das Holodeck arbeitet fehlerhaft und es ist nur eine Frage der Zeit, bis es ausfallen wird. Die Umsiedelung muss daher schnell erfolgen.
Worf und Rozhenko kehren zu den Boraalanern zurück. Rozhenko behauptet, ihr Dorf sei von den Stürmen vollständig zerstört worden, Worf könne sie aber durch die Höhlen in eine neue Heimat führen. Als plötzlich die erste Fehlfunktion sichtbar wird, erklärt Worf sie zu einem guten Omen für die bevorstehende Reise. Der Planet Vacca VI wird als eine geeignete neue Heimat identifiziert und Picard lässt sofort einen Kurs setzen. Während der Reise macht sich Worf mit einigen der Boraalaner etwas vertrauter. Er stellt fest, dass sein Bruder sich mit ihnen nicht nur angefreundet hat, sondern mit einer Frau namens Dobara sogar eine Beziehung eingegangen ist. Sie erwartet sein Kind. Ein junger Mann namens Vorin ist der Chronist der Gemeinschaft. Er trägt mehrere Schriftrollen bei sich, auf denen die Geschichte seines Dorfes verzeichnet ist. Als er bemerkt, dass eine der Rollen fehlt, glaubt er, sie während der Wanderung verloren zu haben und geht zurück, um sie zu suchen. Als er sie gefunden hat, gibt es eine weitere Fehlfunktion und er kann plötzlich den Ausgang des Holodecks sehen. Er geht hindurch und läuft verwirrt durch die Gänge der Enterprise. In der Bar „Zehn Vorne“ wird er schließlich von dem ersten Offizier Will Riker und Schiffsberaterin Deanna Troi aufgegriffen. Schiffsärztin Beverly Crusher ist nicht in der Lage, seine Erinnerungen zu löschen. Picard erklärt ihm daraufhin, dass er sich auf einem Raumschiff befindet. Vorin ist nun gezwungen, eine Entscheidung zu treffen: Entweder er bleibt auf der Enterprise oder er kehrt zu seinem Volk zurück, dem er aber niemals etwas von seinem Erlebnis sagen dürfte. Vorin weiß nicht, was er tun soll. Er möchte zu seinem Volk zurück, kann sich aber nicht vorstellen, sein ganzes Leben ein Geheimnis mit sich herumzutragen. Die Wahrheit zu sagen, würde hingegen die Kultur seines Volkes völlig auf den Kopf stellen. Er erbittet sich mehr Bedenkzeit.
Auf dem Holodeck wandern die Boraalaner inzwischen über offenes Gelände. Als die Enterprise Vacca VI erreicht hat, bittet Rozhenko La Forge, einen Gewittersturm zu simulieren, damit die Boraalaner Schutz in ihren Zelten suchen. Sie können nun, ohne dass sie es merken, auf die Oberfläche ihrer neuen Heimatwelt gebeamt werden. Dort gründen sie ein neues Dorf. Leider kann sich Vorin ihnen nicht mehr anschließen, denn er hat keine Lösung für sein moralisches Dilemma gefunden und sah als einzigen Ausweg den Suizid. Rozhenko entschließt sich dazu, bei den Boraalanern zu bleiben. Er will Vorins Platz als Chronist einnehmen und hat außerdem bald eine Familie, um die er sich kümmern muss.

## Verbindungen zu anderen Star-Trek-Produktionen
Dass Worf einen menschlichen Ziehbruder hat, wurde bereits in Folge 1.20 (Worfs Brüder) von Raumschiff Enterprise – Das nächste Jahrhundert aus dem Jahr 1988 erwähnt, doch erst in Die oberste Direktive wurde sein Name genannt.
Die Idee, ein Volk ohne dessen Wissen mittels eines Holodecks umzusiedeln, wurde im Spielfilm Star Trek: Der Aufstand von 1998 wieder aufgegriffen.

## Produktion

### Drehbuch
Die Folge basiert auf einer Grundidee von William N. Shape. Seine Geschichte wurde von Spike Steingasser noch stark überarbeitet und von Naren Shankar zu einem Drehbuch ausformuliert. In den Credits ist Shape unter der recht unüblichen Formulierung „based on material by“ („basierend auf Material von“) aufgeführt. Shape lieferte später noch die Grundidee für Folge 3.16 (Das Motiv der Propheten) von Star Trek: Deep Space Nine, blieb dort in den Credits aber unerwähnt.

### Darsteller
Penny Johnson, Darstellerin von Dobara, spielte auch die Nebenfigur Kasidy Yates in 17 Folgen von Star Trek: Deep Space Nine.
Brian Markinson, Darsteller von Vorin, spielte auch Lieutenant Peter Durst in zwei Folgen von Star Trek: Raumschiff Voyager und Elias Giger in Folge 5.25 (Die Karte) von Star Trek: Deep Space Nine.

### Maske und Kostüme
Die oberste Direktive ist die erste Star-Trek-Folge (und die einzige von Raumschiff Enterprise – Das nächste Jahrhundert), in der Worf-Darsteller Michael Dorn ohne seine klingonische Maske auftritt. Später ist dies noch einmal in Folge 6.13 (Jenseits der Sterne) von Star Trek: Deep Space Nine der Fall.

### Drehorte
Als Drehort für die Oberfläche von Boraal II diente der Bronson Canyon in Hollywood. Aufgrund von Bränden mussten die Außendrehs zeitweilig unterbrochen werden.

## Rezeption
Keith DeCandido bewertete Die oberste Direktive 2013 auf tor.com als eine extrem schlechte Folge von Raumschiff Enterprise – Das nächste Jahrhundert. Er fand, dass mit einer Folge etwas fundamental falsch laufe, wenn die vermeintlichen Helden der Serie darum bemüht sind, ein Volk sterben zu lassen, nur um die oberste Direktive nicht zu verletzen, und wenn stattdessen derjenige, der tatsächlich Leben rettet, als der Böse dargestellt wird. Dass die oberste Direktive mit ihrem Prinzip der Nichteinmischung auch zu enormen moralischen Problemen führen kann, wurde bereits in früheren Folgen wie Brieffreunde oder Der Gott der Mintakaner thematisiert und dort für DeCandido auch besser behandelt.